# Fasciatispora petrakii
Fasciatispora petrakii är en svampart som först beskrevs av Mhaskar & V.G. Rao, och fick sitt nu gällande namn av K.D. Hyde 1995. Fasciatispora petrakii ingår i släktet Fasciatispora, ordningen kolkärnsvampar, klassen Sordariomycetes, divisionen sporsäcksvampar och riket svampar.   Inga underarter finns listade i Catalogue of Life.